# Keydomar Vallenilla
Keydomar Giovanni Vallenilla Sánchez (* 8. Oktober 1999 in La Guaira) ist ein venezolanischer Gewichtheber.

## Karriere
Keydomar Vallenilla gewann mit der Silbermedaille bei den Südamerikaspielen 2018 und Bronze bei den Panamerikanischen Spielen 2019 seine ersten internationalen Medaillen. Bei den Olympischen Sommerspielen 2020 in Tokio, die wegen der COVID-19-Pandemie im Jahr 2021 ausgetragen wurden, konnte er im Alter von 21 Jahren sich die Silbermedaille in der Klasse bis 96 kg sichern. Ende des Jahres folgten in der gleichen Klasse drei Bronzemedaillen bei den Weltmeisterschaften in Taschkent sowie der Panamerikameistertitel. 2022 gewann Vallenilla erstmals Gold bei den Südamerikaspielen in Asunción und wurde in der Klasse bis 89 kg Weltmeister in den Disziplinen Reißen und Zweikampf.
Das Jahr 2023 begann für Vallenilla mit seinem zweiten Titel bei den Panamerikanischen Meisterschaften sowie zwei Goldmedaillen bei den Zentralamerika- und Karibikspielen in San Salvador in der Klasse bis 96 kg. Im Oktober wurde er schließlich Panamerikaspielesieger in Santiago de Chile in der Klasse bis 89 kg. In dieser gewann er bei den Weltmeisterschaften in Riad erneut Bronze in allen drei Disziplinen. Seinen dritten Panamerikanischen Meistertitel sicherte sich Vallenilla Ende Februar 2024 in Caracas.